# Kobajasi Kenicsiró
Kobajasi Kenicsiró (小林 研一郎; Hepburn: Kobayashi Ken-Ichiro; Ivaki, 1940. április 9. –) japán karmester, a Magyar Kultúra Követe, aki világhírű nagymester is egyben és a Magyar Televízió I. Nemzetközi Karmesterversenyének első helyezettje volt 1974-ben.

## Élete, munkássága
Kobajasi a Fukusima prefektúrabeli Ivaki városában született, apja gimnáziumi, anyja általános iskolai tanár volt. Már tizenegy éves korában elkezdett a zeneszerzéssel foglalkozni, majd e tanulmányait a Tokiói Művészeti Egyetem zenei karán (Tokyo University of the Arts) folytatta Isiketa Mareo irányítása alatt, emellett ugyanott karmesteri tanulmányokat is folytatott, Jamada Kazuo vezetésével.
Nemzetközi karrierje 1974-ben indult, amikor a május 11-én megrendezett döntőn fölényes biztonsággal nyerte meg a Magyar Televízió I. Nemzetközi Karmesterversenyét (Medveczky Ádám előtt), és egy csapásra az ország kedvence lett. A verseny után – amellett, hogy elindította nemzetközi karrierjét –, saját továbbképzése céljából Ferencsik János mellett maradt a Magyar Állami Hangversenyzenekar segédkarmestereként. Ferencsik halála után, 1987-től 1992-ig a zenekar első karmestere lett, majd megkapta a zenekar örökös tiszteletbeli elnök-karnagya címét. Kobajasi már fiatalon fellépett szerte Európában, neves zenekarokat irányított Németországban, Ausztriában, Nagy-Britanniában, Hollandiában.
Hazájában először rezidens karmestere lett a tokiói Metropolitan Szimfonikus Zenekarnak és a Kiotói Szimfonikusoknak. 1988-tól a Japán Filharmonikus Zenekar karmestere, 1990-től 1994-ig és 1997-től 2004-ig vezető karmestere, majd 2007-ig zeneigazgatója volt. Vezető vendégkarmestere volt a Kanszai Filharmonikus Zenekarnak és a Kjúsúi Szimfonikus Zenekarnak. Mindeközben, 1998 és 2001 között a Nagojai Filharmonikusok főzeneigazgatója volt, majd 2001-től 2003-ig zeneigazgatója, azóta tiszteletbeli karmestere. Jelenleg a Japán Filharmonikusok vezető karmestere. A japánok csak Kobakennek nevezik.
Az első japán karmesterként lépett fel a Prágai Nemzetközi Tavaszi Fesztiválon, a Cseh Filharmonikusokat vezényelte. Egyike azon három karmesternek, akik Gerd Albrecht 1996-ban bekövetkezett váratlan lemondása után segítették és irányították a zenekart, egészen Vladimir Ashkenazy 1998-as érkezéséig. Azóta a cseh zenekar, de ezt megelőzően már 2006-tól az arnhemi Het Gelders Orkest állandó vendégkarmestere is.
Kobajasi évekig tanított a Tokiói Művészeti Egyetem zenei karán, azon az egyetemen, ahol maga is tanult, most az egyetem nyugalmazott professzora, emellett vendégprofesszora a tokiói Zeneművészeti Főiskolának is. Zeneszerzéssel is foglalkozott, egyik nevezetes műve az a zenekari Passacaglia, amely a Japán és Hollandia közötti kapcsolatok 400. évfordulójára készült. Az 1999-es premieren maga vezényelte a Holland Filharmonikus Zenekart.
A karmester lánya, Kobajasi Ajano zongoraművész, húga, Icsinosze Júko szoprán énekesnő.
Kobajasi magyarországi tevékenységét 1986-ban Liszt-emlékéremmel, 1990-ben a Magyar Kultúráért Díjjal ismerték el, 1994-ben pedig megkapta a Magyar Köztársasági Érdemrend középkeresztje a csillaggal kitüntetést. 2010-ben a Magyar Kultúra Követe cím birtokosa lett.
2020. március 15. alkalmából a Magyar Érdemrend nagykeresztje polgári tagozata kitüntetéssel jutalmazták.

## Magyar nyelvű kötete
- Karmesterszóló; ford. Varga Vera; Varga Vera, Pécs, 1997

## Fordítás
- Ez a szócikk részben vagy egészben  a   Ken-Ichiro Kobayashi című angol Wikipédia-szócikk ezen változatának fordításán alapul.  Az eredeti cikk szerkesztőit annak laptörténete sorolja fel. Ez a jelzés csupán a megfogalmazás eredetét és a szerzői jogokat jelzi, nem szolgál a cikkben szereplő információk forrásmegjelöléseként.